# هيربي هايد
هيربي هايد (بالإنجليزية: Herbie Hide)‏ مواليد 26 أكتوبر 1971 في نيجيريا، هو ملاكم بريطاني يصنف ضمن فئة الوزن الثقيل. حقق بطولة منظمة الملاكمة العالمية.

## إحصائيات
خاض خلال مسيرته 53 نزالا، فاز في 49 وخسر في 4. فاز بالضربة القاضية في 43 نزالا.

## روابط خارجية
- هيربي هايد على موقع بوكس ريك (الإنجليزية) (registration required)